# La Mystérieuse Flamme de la reine Loana
La Mystérieuse Flamme de la reine Loana  (en italien : La misteriosa fiamma della regina Loana) est un roman d'Umberto Eco paru en 2004 (traduit en français en 2005 par J.-N. Schifano) qui tient à la fois de la chronique familiale et politique. La mémoire épisodique est une de ses thématiques principales, ainsi qu'un autre sujet de l'univers d'Eco : l'organisation des connaissances.

## Résumé
Yambo est un libraire antiquaire amnésique de 60 ans. Sorti d'un coma, pour retrouver ses souvenirs, il relit tous les livres de sa jeunesse pour débloquer un à un les loquets de sa mémoire. C'est l'occasion pour lui de replonger dans l'Italie fasciste de son enfance à travers ses premiers romans d'aventure et les bandes dessinées et de comprendre pourquoi il est obsédé par le brouillard.

## Originalité
La Mystérieuse Flamme de la reine Loana contient de nombreuses illustrations issues de bandes dessinées, affiches ou publicités d'époque, ainsi que des textes de chansons populaires (celles-ci sont traduites en vers dans l'édition française).